# Odontota mundulus
Odontota mundulus es una especie de insecto coleóptero de la familia Chrysomelidae.
Fue descrita científicamente en 1951 por Sanderson.